# Chiloglanis
Chiloglanis  es un género de peces gato (orden Siluriformes) de la familia Mochokidae.

## Descripción
Las especies de Chiloglanis poseen labios y barbas modificados para formar una boca succionadora. También tienen un cuerpo desnudo (sin escamas).
Se ha descrito dimorfismo sexual en este género: Los machos adultos de muchas de las especies tienen las aletas anal y caudal más alargadas. Además, presentan alargamientos en ciertas partes del húmero.

## Especies
El género incluye las siguientes 50 especies:

- Chiloglanis angolensis (Poll, 1967)
- Chiloglanis anoterus (Crass, 1960)
- Chiloglanis asymetricaudalis (De Vos, 1993)
- Chiloglanis batesii (Boulenger, 1904)
- Chiloglanis benuensis (Daget & Stauch, 1963)
- Chiloglanis bifurcus (Jubb & Le Roux, 1969)[13]
- Chiloglanis brevibarbis (Boulenger, 1902)
- Chiloglanis cameronensis (Boulenger, 1904)
- Chiloglanis carnatus Mutizwa, Bragança & Chakona, 2024[14]
- Chiloglanis carnosus (Roberts & Stewart, 1976)
- Chiloglanis congicus (Boulenger, 1920)
- Chiloglanis deckenii (Peters, 1868)[15]
- Chiloglanis disneyi (Trewavas, 1974)
- Chiloglanis elisabethianus (Boulenger, 1915)
- Chiloglanis emarginatus (Jubb & Le Roux, 1969)
- Chiloglanis fasciatus (Pellegrin, 1936)
- Chiloglanis harbinger (Roberts, 1989)
- Chiloglanis igamba (Friel & Vigliotta, 2011)[16]
- Chiloglanis kalambo (Seegers, 1996)
- Chiloglanis kazumbei (Friel & Vigliotta, 2011)[16]
- Chiloglanis lamottei (Daget, 1948)
- Chiloglanis lufirae (Poll, 1976)
- Chiloglanis lukugae (Poll, 1944)
- Chiloglanis macropterus (Poll & Stewart, 1975)
- Chiloglanis marlieri (Poll, 1952)
- Chiloglanis mbozi (Seegers, 1996)
- Chiloglanis micropogon (Poll, 1952)
- Chiloglanis microps (Matthes, 1965)
- Chiloglanis modjensis (Boulenger, 1904)
- Chiloglanis neumanni (Boulenger, 1911)
- Chiloglanis niger (Roberts, 1989)
- Chiloglanis niloticus (Boulenger, 1900)
- Chiloglanis normani (Pellegrin, 1933)
- Chiloglanis occidentalis (Pellegrin, 1933)
- Chiloglanis orthodontus (Friel & Vigliotta, 2011)[16]
- Chiloglanis paratus (Crass, 1960)
- Chiloglanis pojeri (Poll, 1944)
- Chiloglanis polyodon (Norman, 1932)
- Chiloglanis polypogon (Roberts, 1989)
- Chiloglanis pretoriae (van der Horst, 1931)
- Chiloglanis productus (Ng & Bailey, 2006)[17]
- Chiloglanis reticulatus (Roberts, 1989)
- Chiloglanis rukwaensis (Seegers, 1996)
- Chiloglanis ruziziensis (De Vos, 1993)
- Chiloglanis sanagaensis (Roberts, 1989)
- Chiloglanis sardinhai (Ladiges & Voelker, 1961)
- Chiloglanis somereni (Whitehead, 1958)
- Chiloglanis swierstrai (van der Horst, 1931)
- Chiloglanis trilobatus (Seegers, 1996)
- Chiloglanis voltae (Daget & Stauch, 1963)